# Gerrit Vellekoop

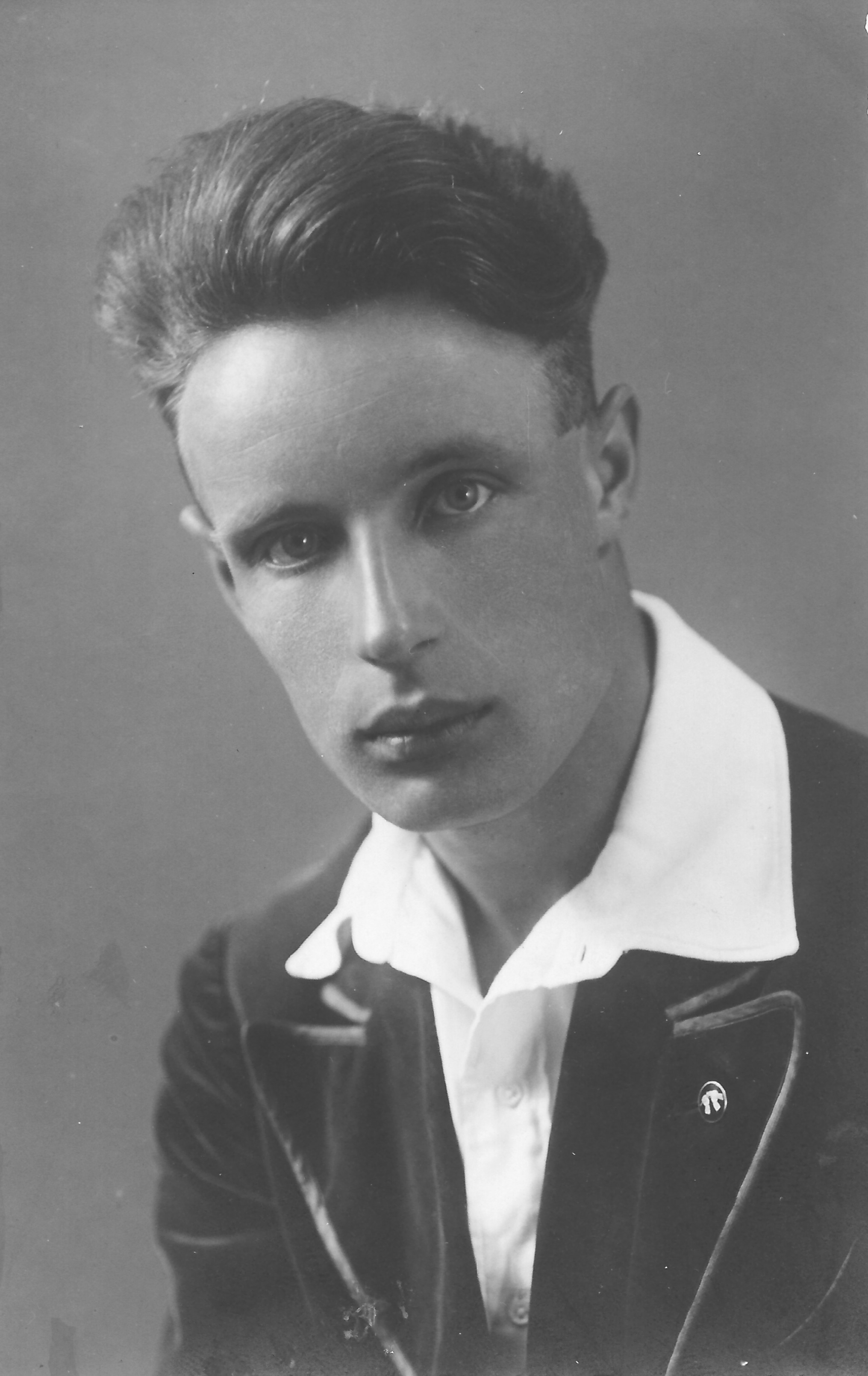
Vellekoop omstreeks 1930

Gerrit Vellekoop (Rotterdam, 3 september 1907 – Soest, 16 april 1984) was een Nederlands muziekpedagoog, promotor van de blokfluit en een van de oprichters van de Vereniging voor Huismuziek.

## Biografie

### Jeugdjaren
Hij is zoon van het Delftse dienstmeisje Ariaantje van Mastrigt en de Rotterdamse aannemer/timmerman Cornelis Vellekoop, wonende aan de Jeruzalemstraat 19. Zelf trouwde hij in 1938 met Sip Haagberg. Het echtpaar kreeg drie kinderen: Kees Vellekoop, Baukje Vellekoop en Hilde Vellekoop.
Al vroeg maakte Gerrit door zijn moeder, die piano speelde, kennis met de muziek. Zij was een vrouw die zichzelf had ontwikkeld in de Arbeiders Jeugd Centrale AJC). Gerrit nam na zijn opleiding aan de Mulo vioollessen bij Hendrik Altink. Hij leerde later ook blokfluit spelen, waarvoor hij les kreeg van Joannes Collette, een pionier van de blokfluit in Nederland. Vellekoop werd, evenals zijn moeder, lid van de AJC. Binnen die vereniging werden veel volksliederen gezongen en allerlei muziekinstrumenten bespeeld. Mede door de invloed van de Duitse Wandervogel waren samen zingen en spelen in de natuur belangrijke elementen in het opvoedingsideaal van vooroorlogse jeugdbewegingen zoals de AJC. Gerrit deed voluit mee aan de activiteiten die werden georganiseerd. Tijdens het Pinksterkamp van de AJC in 1932 leerde hij zijn vrouw Sipkje kennen. Zij gaf er volksdanslessen en Gerrit zorgde voor lessen op de viool. In hetzelfde jaar kreeg Vellekoop de leiding van het Rotterdamse Rode Muzikanten Gilde. Volgens Jan Meilof in zijn boek over het culturele werk van de AJC pakte hij dat direct doortastend aan: op de vrijdagavond begon hij om half acht tot 8 uur met oefeningen voor blokfluitspelers, van acht uur tot kwart voor tien muziek maken met het gehele gilde en daarna tot half elf extra oefenen voor gitaar- en luitspelers.

### Verdere ontwikkeling

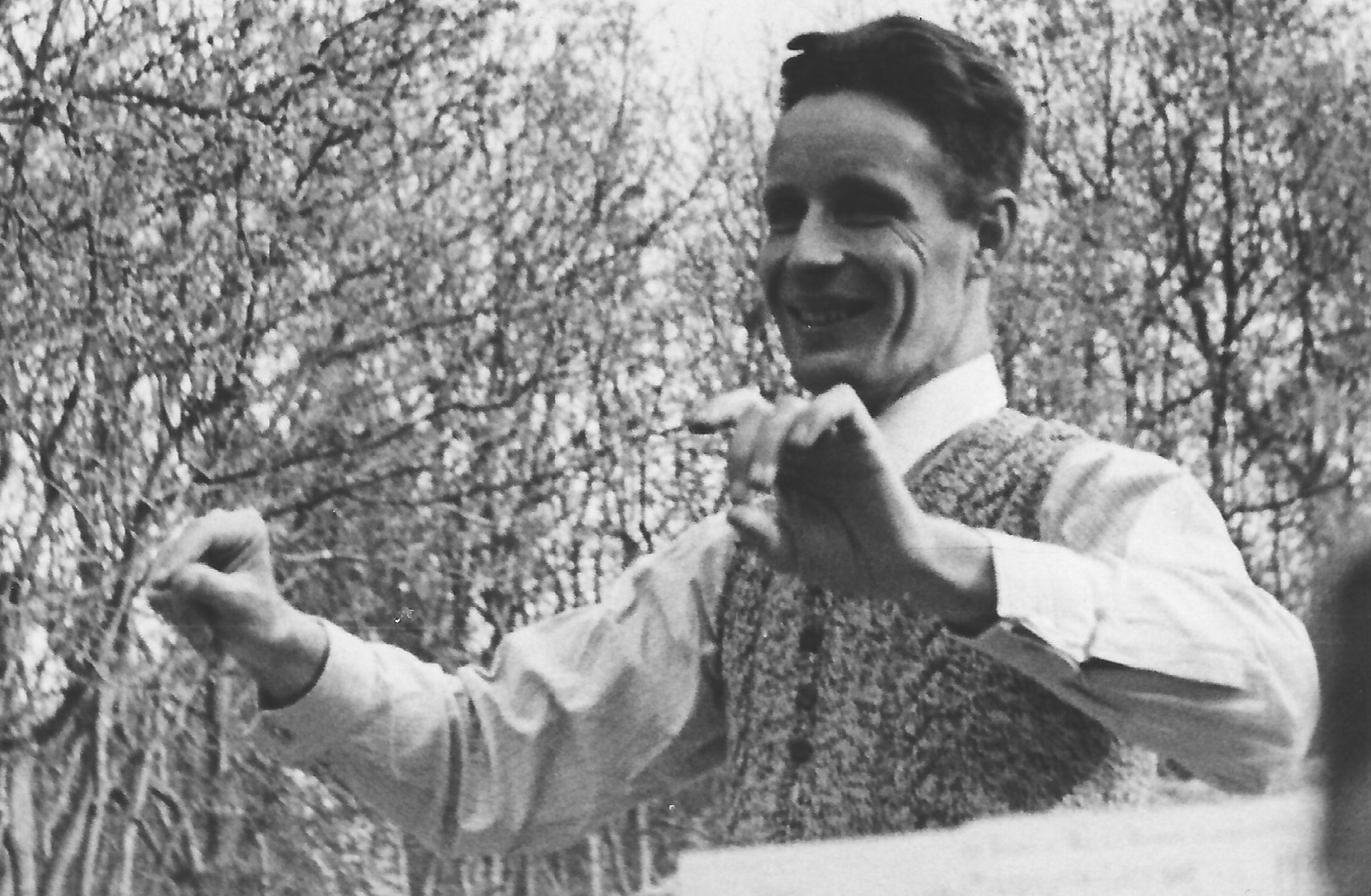
Vellekoop als dirigent

Vellekoop wilde zijn kwaliteiten als muzikaal leider verder ontwikkelen en hij nam daarom lessen directie bij Anton Verheij in Rotterdam. Vervolgens volgde een benoeming tot dirigent van een harmonieorkest en van de Rotterdamse Arbeidersorkestvereniging. Het was de droom van Gerrit om violist te worden, maar hij stond voor het dilemma: of een professionele loopbaan op te bouwen of muziek toegankelijk te maken voor leken. Hij koos uiteindelijk niet voor het beoefenen van muziek op een hoog niveau, maar juist voor het vereenvoudigen van de muziek, zodat spelen voor iedereen bereikbaar werd. De blokfluit was voor dat doel erg geschikt: het instrument was niet duur en gaf voor een beginner snel resultaat. Naast blokfluitles gaf Vellekoop ook vioolles.
In augustus 1940 woonde hij in Doorn een opleidingsweek voor volkszangleiders bij van de "Koninklijke Vereeniging Het Nederlandsche Lied". Onder de cursusleiding waren bekende muziekpedagogen uit verschillende politieke en godsdienstige richtingen. Op Vellekoop moet deze week, kort na het begin van de oorlog, indruk gemaakt hebben. Onder de deelnemers waren veel AJC-leden die hij kende, zoals Renske Nieweg, die later ook een van de oprichters van de Vereniging voor Huismuziek zou worden.

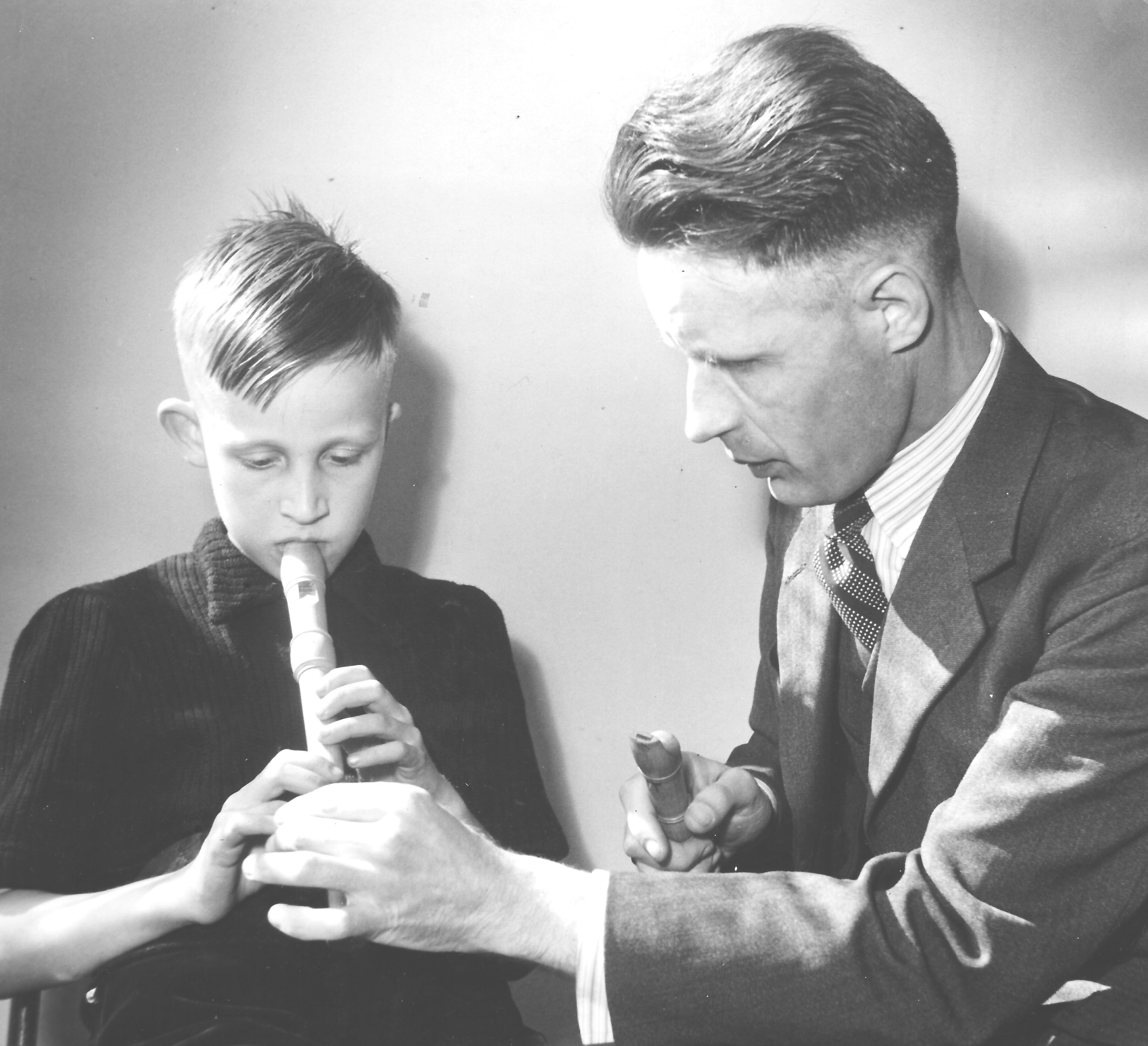
Blokfluitles

Ook tijdens de verdere oorlogsjaren bleef hij gedachten ontwikkelen over muziekeducatie en de beoefening van huismuziek. Vellekoop was een van de Rotterdamse mannen die tijdens de razzia op 10 en 11 november 1944 werden opgepakt en via Kamp Amersfoort in Duitsland te werk gesteld werden. Hij slaagde erin om te ontkomen en vond onderdak in het bevrijde zuiden van Nederland. In zijn ogen moest muziek maken vooral plezier opleveren en in kleine kring plaatsvinden. In 1963 schreef hij daarover in het blad Vrije Opvoedkunst: Muziekbeoefening en -onderwijs, beide zijn sterk gericht op het leveren van prestaties en dan liefst van prestaties die indruk maken op een luisterend publiek; men bootst na wat de grote kunstenaars op het podium doen en neemt hun prestaties als maatstaf. Het muziek maken van de liefhebbers kan echter een geheel andere waarde krijgen, wanneer men leerde zien, dat het muziek maken in zichzelf een grote waarde vertegenwoordigt; wanneer de muziekles er niet opgericht zou zijn om bijvoorbeeld viool of gitaar te leren spelen, maar om muziek te leren maken met die viool of met die gitaar. Zó muziek maken, louter om de vreugde, die men zelf doende er aan beleeft, los van iedere gedachte aan ‘optreden’ en ‘indruk maken op anderen’, is in wezen werk voor de kleine gemeenschap. Daarbij dient in de allereerste plaats gedacht te worden aan het gezin, maar toch ook bijvoorbeeld de school, de vereniging, het dorps- of volkshuis, het bedrijf enz.”
In 1947 richtte Vellekoop de Blokfluitcommissie op. Deze commissie keurde de kwaliteit van blokfluiten. Dit was nodig omdat er na de oorlog een grote vraag was naar blokfluiten en van veel aanbod de kwaliteit achterbleef. Zo protesteerde Gerrit in 1953 als bestuurslid van de Rotterdamse Volksmuziekschool fel tegen de aanschaf van plastic blokfluiten vanwege de slechte klank. Hij bleef actief als muziekleraar en leider van ensembles, zoals bijvoorbeeld van de gemengde speelgroep in ‘Ons Huis’ in Rotterdam.
De Blokfluitcommissie organiseerde speelbijeenkomsten en verschillende volkshogescholen verzorgden muziekweekenden onder leiding van Vellekoop, Marie Veldhuyzen, Renske Nieweg en anderen. Door de toenemende belangstelling voor het samenspel kwam er ook vraag naar speelbare muziek voor amateurs. Vellekoop was bevriend met de muziekpublicist en componist Wouter Paap die redacteur was van het blad Mens en Melodie. Voor het blad recenseerde Gerrit veel muziek en hij kreeg daardoor goed zicht op wat bruikbaar was. Hij besloot om ook zelf muziek uit te geven en zo verscheen bij uitgeverij de Toorts zijn vijfdelige `Handleiding voor de sopraan- of de tenorblokfluit’. Deze blokfluitmethode vond in binnen- en buitenland gretig aftrek. Meer dan een miljoen exemplaren zijn er daarvan in de loop der jaren over de hele wereld verspreid.

### Vellekoop en de Vereniging voor Huismuziek
In februari 1951 werd in Amsterdam een Congres voor Lekenmuziek gehouden waarin de oprichting van de vereniging voor Huismuziek werd voorbereid. Er bleek behoefte de bestaande initiatieven te bundelen in een landelijke vereniging. De oprichting van de vereniging vond plaats op 5 mei 1951 in Hotel Terminus in Utrecht. Doelstelling was het leidinggeven aan liefhebbers van de huismuziek en het op een hoger plan brengen van de beoefening van huismuziek. Het was Gerrit Vellekoop die deze doelstellingen in zijn openingstoespraak formuleerde. In het bestuur zaten behalve de secretaris Gerrit Vellekoop, ook voorzitter Wim Mook, kapelaan Miedema, Marie Veldhuyzen en Renske Nieweg.
In de eerste twintig jaar van het bestaan van de vereniging voor Huismuziek was Gerrit Vellekoop de drijvende kracht achter de organisatie. Aanvankelijk als secretaris en later als directeur werd hij het gezicht van Huismuziek. Eerst vanuit zijn huis in Rotterdam en na 1960 vanuit Soest verzorgde hij de ledenadministratie en de redactie van het huisorgaan ‘Huismuziek’. In dat blad schreef hij talloze artikelen over uiteenlopende onderwerpen zoals ‘Wat kan ‘oude’ muziek voor ons betekenen?’, ‘Muziekmaken zonder noten….mag dat?’ en ‘Waarom een blokfluitexamen, dat geen vakexamen is? Bij ‘Huismuziek’ hoorde ook een bijlage met muziek die door Gerrit werd geredigeerd. Ook in andere tijdschriften publiceerde hij, o.a. in ‘Mens en Melodie’ , ‘De Pyramide’ en ‘Vrije opvoedkunst’.
Daarnaast gaf hij samen met anderen leiding aan vele cursusweken en andere activiteiten van de Vereniging. Vellekoop was de motor van de Vereniging. Hij maakte vaak dagen van 14 tot 16 uur, ook op zaterdag en zondag. In de loop van de jaren groeide het ledenaantal en werd het aantal cursussen uitgebreid. Bij zijn vertrek als directeur van de Vereniging in 1972 waren er ruim 3000 leden. En het jaar daarvoor werden 36 cursussen gegeven met 993 deelnemers. Vellekoop werd opgevolgd door de musicologe Ine Jellema.
In 1984 overleed Gerrit Vellekoop na enkele hersenbloedingen op 76-jarige leeftijd. In een herdenkingsartikel in het blad Huismuziek noemt Ine Jellema Vellekoop een man van de wetenschap die zijn kennis altijd vertaalde naar de praktijken die mensen, van welk niveau ook, al musicerend in die kennis liet delen. Hij vervulde een voortrekkersrol bij de bloei van de oude muziek in Nederland en op het gebied van de blokfluit. Gerrit was een bescheiden mens met zorg, zorgvuldigheid en liefde voor zijn werk.

## Muziek voor blokfluit en andere instrumenten

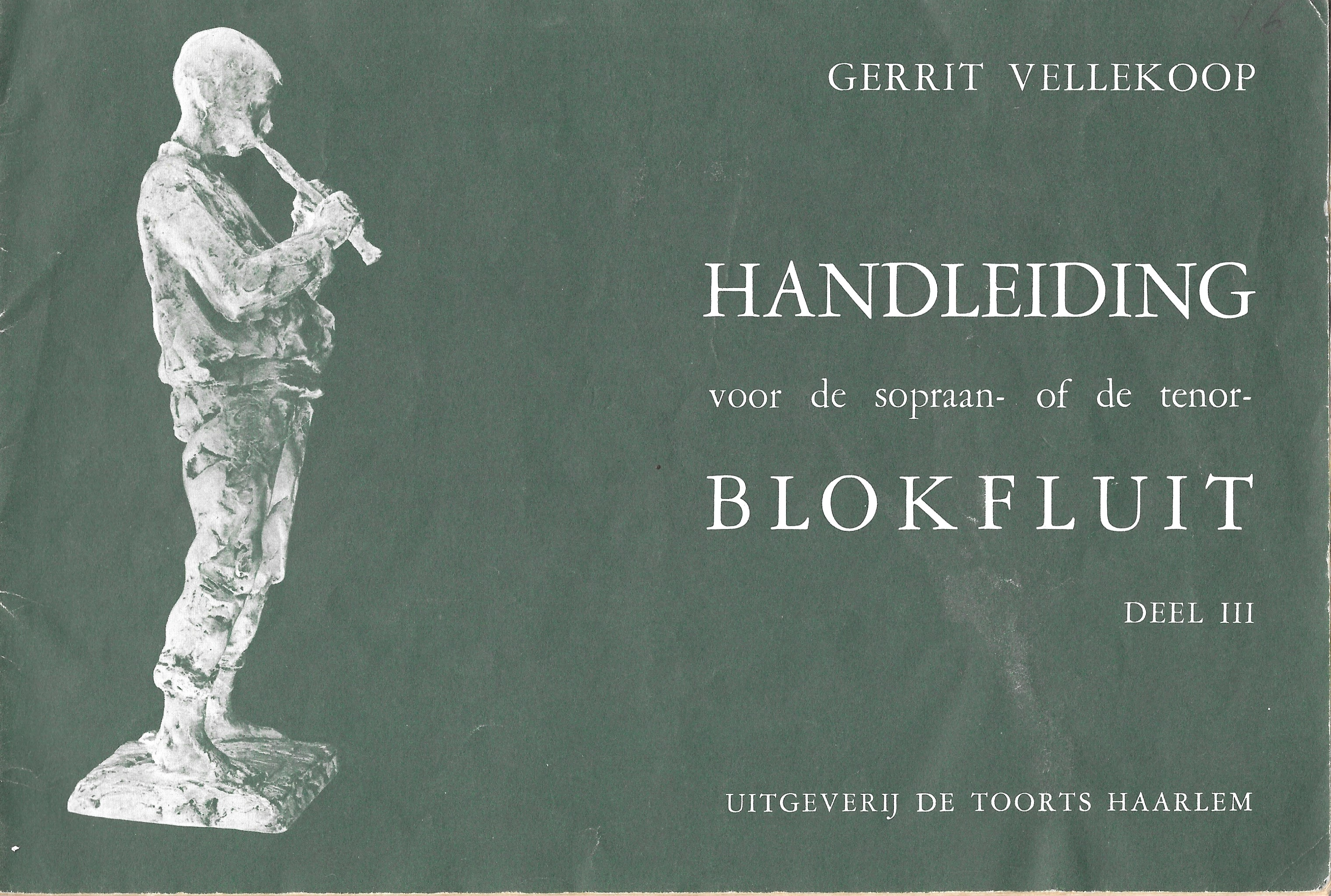

Behalve zijn ‘Handleiding voor de sopraan- en tenorblokfluit’ schreef Vellekoop nog andere methodes en studiemateriaal voor blokfluit. Bij uitgeverij de Toorts publiceerde hij ‘Wie fluit mee? Een leerboekje voor jonge blokfluitspelers’, later opnieuw uitgeven samen met zijn dochter Baukje Vellekoop. Met J. Blextoon verzorgde hij het vierdelige ‘Wij zijn muzikanten’, met liederen, canons en instrumentale stukken. Oorspronkelijk verschenen de eerste delen van deze serie als liedjes behorende tot het leerplan van de Rotterdamse Volksmuziekschool. Met de directeur van het Goois Muzieklyceum Gerrit Hendrik de Marez Oyens schreef hij de ‘Handleiding voor de groepsles in het spelen op sopraan- en altblokfluit’. Voor de middelbare scholen en de kweekschool verzorgde hij samen met W. Geursen, directeur van de Rotterdamse volksmuziekschool, twee bundeltjes ‘Viva la Musica’. De samenstellers vonden dat op de scholen vooral Nederlands gezongen moest worden, maar dat daarvan genoeg materiaal van goede kwaliteit aanwezig was. ‘Viva la Musica’ was bedoeld als aanvulling op bestaand materiaal en bevatte eenstemmige en meerstemmige liederen in de moderne talen.

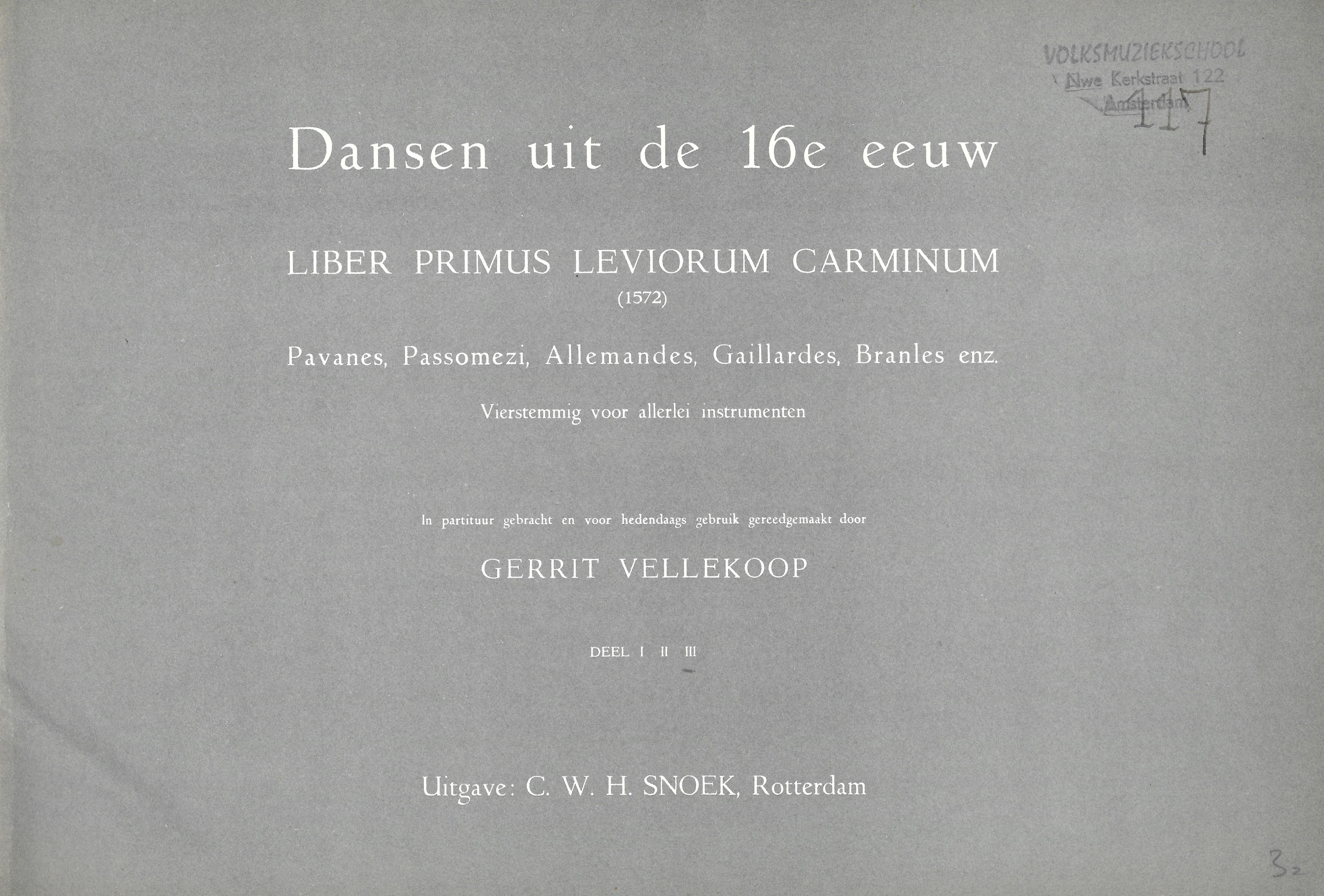

Vellekoop maakte zich ook verdienstelijk met uitgaven van oude muziek zoals ‘Der Fluyten Lusthof’ van de Utrechtse beiaardier Jacob van Eyck. Van andere Nederlandse barokcomponisten, zoals Hendrik Anders en Willem de Fesch verzorgde hij bewerkingen van hun dansen en sonates. Verder waren het Jacques Hotteterre, Philibert Delavigne, Joseph Bodin de Boismortier en veel componisten uit de 16e en 17 eeuw waarvan Vellekoop de muziek toegankelijk maakte voor het spelen op de blokfluit of een ander instrument. Zo verscheen ook zijn ‘Dansen uit de 16e eeuw: Liber primus leviorum carmicum (1572)’.